# Allview (brand)
Allview este un brand deținut de compania românească Visual Fan care comercializează smartphone-uri. Activează din 2002 în zona de electronice și fondatorul este Lucian Peticilă.
Visual Fan, sub brandul Allview, a fost prima companie din România care a dezvoltat o tabletă și un smartphone. Produsele sub marca Allview se comercializează pe piețele a 20 de țări europene, iar pe piața românească de smartphone-uri este între primii trei mari jucători. Multe dintre produsele comercializate provin de la diverși subcontractori (OEM) din China. În 2016 a achiziționat o companie brașoveană specializată în software și a lansat Allview Smart Home, o soluție complexă de automatizare a locuinței. Pe termen lung (5-10 ani), compania a declarat că își propune să dezvolte un robot-asistent personal. Compania a lansat în 2017 o nouă gamă de smartphone-uri, X4 Soul Infinity, care include și elemente de inteligență artificială.
În 2021 odată cu lansarea Allview Soul X8 Pro ,cei de la Allview au lansat sub brandul lor căști fără fir,sub denumirea lor de Soul AV1.
La începutul anului 2022, compania Allview devine acționar majoritar al Intervision Trading, lucru care previzionează o creștere a profiturilor VisualFan cu 25% în următorii ani.
Pe data de 16 decembrie 2023, Allview anunță oficial pe site-ul lor lansarea sub brandul Allview Auto un microautomobil electric de oraș, numit Allview CityZEN.

## Produse

### Telefoane
Seria „Soul”
- X8 Soul Style
- X8 Soul Pro
- X7 Soul Style
- X7 Soul Pro
- X6 Soul Mini
- X6 Soul Xtreme
- X4 Soul Vision
- X4 Soul Infinity (L, S, N, Z, Plus)
- X4 Xtreme
- X4 Soul Style
- X4 Soul
- X3 Soul Plus
- X3 Soul
- X3 Soul PRO
- X2 Soul
- X2 Soul Xtreme

Seria „Viper”
- V5 Viper
- V4 Viper Pro
- V4 Viper
- V3 Viper
- V2 Viper S
- V2 Viper Xe
- V2 Viper X
- V2 Viper

Seria „Energy”
- P9 Energy S
- P9 Energy
- P8 Energy PRO
- P8 Energy
- P6 Energy
- P5 Lite

Primul asistent digital românesc a fost creat de Allview și se numește AVI. Se regăsește pe smartphone-urile Allview X4 Soul Infinity și X4 Infinity Plus, vârfurile de gamă ale producătorului.

### Televizoare
Allview a reînceput să facă televizoare simple dar și Smart TV la un preț bun acum câțiva ani. (Allview a vândut și chiar a produs televizoare prin anii 2000, dar s-au oprit).

### Tablete Android
Allview a făcut tablete inovatoare la începutul aniilor 2010. În prezent, nu pare că a mai inovat pe această categorie. Allview încă vinde unele modele specifice de la Mid-range la Low-end, aceasta fiind tema companiei. 
Allview Auto
- CityZEN

## Vezi și
- Lista producătorilor de telefoane mobile pe țări

## Produse notabile
În septembrie 2017, Allview a lansat smartphone-ul Allview X4 Soul Infinity, care a introdus primul asistent virtual care acceptă limba română, numit AVI.
În iunie 2018, s-a lansat smartphone-ul Allview X5 Soul Pro, primul său model care are margini rotunjite ale ecranului și o cameră dublă.
În decembrie 2023, Visual Fan a lansat linia de business Allview Auto împreună cu modelul CityZEN, fiind primul produs.
1. ↑  „Fan Courier, Allview şi alte opt companii româneşti pe lista "1.000 de companii care inspiră Europa", dezvoltat de bursa de la Londra”. ZF.ro. Accesat în 17 februarie 2025.
2. ↑  „Allview, cel mai puternic jucător local de pe piaţa de smartphone-uri, s-a apropiat de 70 mil. euro anul trecut”. ZF.ro. Accesat în 17 februarie 2025.
3. ↑  PLAYTECH (1 decembrie 2017). „Top companii de succes care au pornit din România”. Playtech.ro. Accesat în 17 februarie 2025.
4. ↑  Ionașcu, Daniel (28 septembrie 2017). „Inteligență artificială Made in Romania: Primul asistent digital românesc se numește AVI și vine pe smartphone-urile Allview X4 Soul Infinity”. Libertatea. Accesat în 17 februarie 2025.
5. ↑  „Pariul lui Lucian Peticilă, antreprenorul român care face telefoane mobile: Noile smartphone-uri Allview vor fi uşor de controlat prin voce”. ZF.ro. Accesat în 17 februarie 2025.
6. ↑  „Se caută un cititor pentru un smartphone X4 Soul Infinity”. Simona Tache. 13 septembrie 2017. Accesat în 17 februarie 2025.
7. ↑  „OFICIAL| Allview devine acționar majoritar al Intervision Trading RO”. Wall-Street. 6 ianuarie 2022. Accesat în 17 februarie 2025.
8. ↑  „Allview intră oficial pe piața de mașini electrice, cu modelul CityZEN, oferind clienților o experiență electrificată accesibilă”. www.allview.ro. Accesat în 17 februarie 2025.
9. ↑   [ [https://www.zf.ro/auto/surpriza-brandul-romanesc-allview-intra-pe-piata-auto-si-lanseaza-22215053%5D] Verificați valoarea |url= (ajutor). Lipsește sau este vid: |title= (ajutor)[nefuncțională –  arhivă]]
10. ↑  „Allview X4 Soul Infinity are dată de lansare și vine cu o surpriză”. Playtech. 26 septembrie 2017.
11. ↑  „Allview - AVI, primul asistent vocal in limba romana”. Allview. Accesat în 12 iulie 2018.
12. ↑  „Allview X5 Soul Pro primește dată de lansare și aflăm noi detalii despre funcțiile AI, respectiv System Manager”. Mobilissimo.ro. 7 iunie 2018.
13. ↑  Brașovenii de la Visual Fan lansează linia de business Allview Auto. Modelul CityZEN, primul produs, Economica.net, 12 decembrie 2023